# ブレイブ ワン
『ブレイブ ワン』（原題: The Brave One）は、2007年公開のサスペンス映画。R-15指定。

## あらすじ
恋人と共に暴漢に襲われ、瀕死の重症を負った女性。目を覚ますと隣に恋人はいなかった…。
ある日、立ち寄った商店で殺人の瞬間に遭遇する。心の支えにと入手にした1挺の銃。咄嗟に引き金を引いて犯人を射殺してしまう。その瞬間、彼女の中のもう一人の自分が目覚め始める…。
ニューヨークでラジオパーソナリティをしているエリカ・ベインは婚約者デイビッドとの結婚を目前に控えていた。ある夜2人で犬の散歩をしているところを3人の暴漢に襲われ、デイビッドは殺され自身も瀕死の重傷を負ってしまう。回復後、エリカは自らの精神の安定と身を守るため、不法に銃を入手する。しかし、この銃と偶然の事件が重なり、彼女は犯罪者を自らの手で殺す”謎の執行人”となっていく。
エリカは取材を通して刑事のショーン・マーサーと親交を深めるが、彼は事件から短期間で立ち直ったエリカに違和感を覚え、次第に彼女が”謎の執行人”ではないかと疑い始める。そしてまた、警察の捜査に不満を覚えたエリカは、自分たちを襲った犯人を捜し出し、自らの手で裁きを下そうとする。

## キャスト
※括弧内は日本語吹替
- エリカ・ベイン - ジョディ・フォスター（高乃麗）

ラジオパーソナリティ。婚約者のデイビッドを殺され、自身も重傷を負ったこと、偶然銃を手にしたことで人生が歪み、犯罪者を抹殺する執行人となる。
- ショーン・マーサー - テレンス・ハワード（古澤徹）

刑事。事件を通してエリカと関わるようになる。
- デイビッド・キルマーニ - ナヴィーン・アンドリュース（木下浩之）

エリカの婚約者。暴漢に襲われて死亡する。
- ビタール - ニッキー・カット（横堀悦夫）

刑事。
- キャロル - メアリー・スティーンバージェン（一城みゆ希）

エリカの友人。
- ニコール - ジェーン・アダムス

エリカの友人。
- クロエ - ゾーイ・クラヴィッツ

エリカが出会った少女。
- リー

エリカとデイビッドを襲った暴漢の一人。
- リード

エリカとデイビッドを襲った暴漢の一人。
- キャッシュ

エリカとデイビッドを襲った暴漢の一人。